# 第60師団 (日本軍)
第60師団（だいろくじゅうしだん）は、大日本帝国陸軍の師団の一つ。

## 沿革
第58師団、第59師団と同様に太平洋戦争開戦後に中国に在った独立混成旅団を改編し、占領地の警備と治安維持を目的に編成した治安師団の一つ。1942年2月2日に、長江南部の警備を行っていた独立混成第11旅団を基幹に編成された。
編成後、前身であった独立混成第11旅団の任務を引き継ぎ上海から蘇州にかけての警備や治安維持に従事した。
1945年（昭和20年）に入り、連合国軍の上海への上陸に備え、その準備を行なうと共に治安警備に従事する中で終戦を迎えた。

## 師団概要

### 歴代師団長
- 小林信男 中将：1942年（昭和17年）4月1日 - 1945年6月1日[1]
- 落合松二郎 中将：1945年（昭和20年）6月1日 - 終戦[2]

### 参謀長
- 安藤忠雄 大佐：1942年（昭和17年）4月15日 - 1945年6月10日[3]
- 伊藤耕次郎 中佐：1945年（昭和20年）6月10日 - 終戦[4]

### 最終司令部構成
- 参謀長：伊藤耕次郎中佐
  - 参謀：泉祐順少佐
- 高級副官：前田正成中佐

### 最終所属部隊
- 歩兵第55旅団（佐倉）：南部外茂起少将
  - 独立歩兵第46大隊：大森勝一少佐
  - 独立歩兵第47大隊：後藤学少佐
  - 独立歩兵第48大隊：藤沢直助少佐
  - 独立歩兵第49大隊：小沢千尋少佐
- 歩兵第56旅団（佐倉）：山口三郎少将
  - 独立歩兵第50大隊：青島武人大尉
  - 独立歩兵第112大隊：西垣正温少佐
  - 独立歩兵第113大隊：原武治少佐
  - 独立歩兵第114大隊：長藤丈夫少佐
- 第60師団砲兵隊：戸谷悦雄大尉
- 第60師団通信隊：森繁太少佐
- 第60師団工兵隊：原岡逸郎大尉
- 第60師団輜重隊：平田忠夫少佐
- 第60師団野戦病院：石原正己少佐
- 第60師団病馬廠：陽田甚一大尉